# Hannah Montana (album)
A Hannah Montana az azonos elnevezésű sorozat első albuma. 2006. október 24-én jelent meg a Walt Disney Records gondozásában. Az első nyolc dalt Miley Cyrus énekli karaktere, Hannah Montanaként. Négy dal más előadótól származik, illetve egy Miley-tól (szerepén kívül) és édesapjától, Billy Ray Cyrus-tól. 2006-ban a nyolcadik legkeresettebb album volt a lemez az Egyesült Államokban, akkor kétmillió eladott példánnyal. Azóta több, mint 3 millió kelt el belőle.

## Kétlemezes kiadás

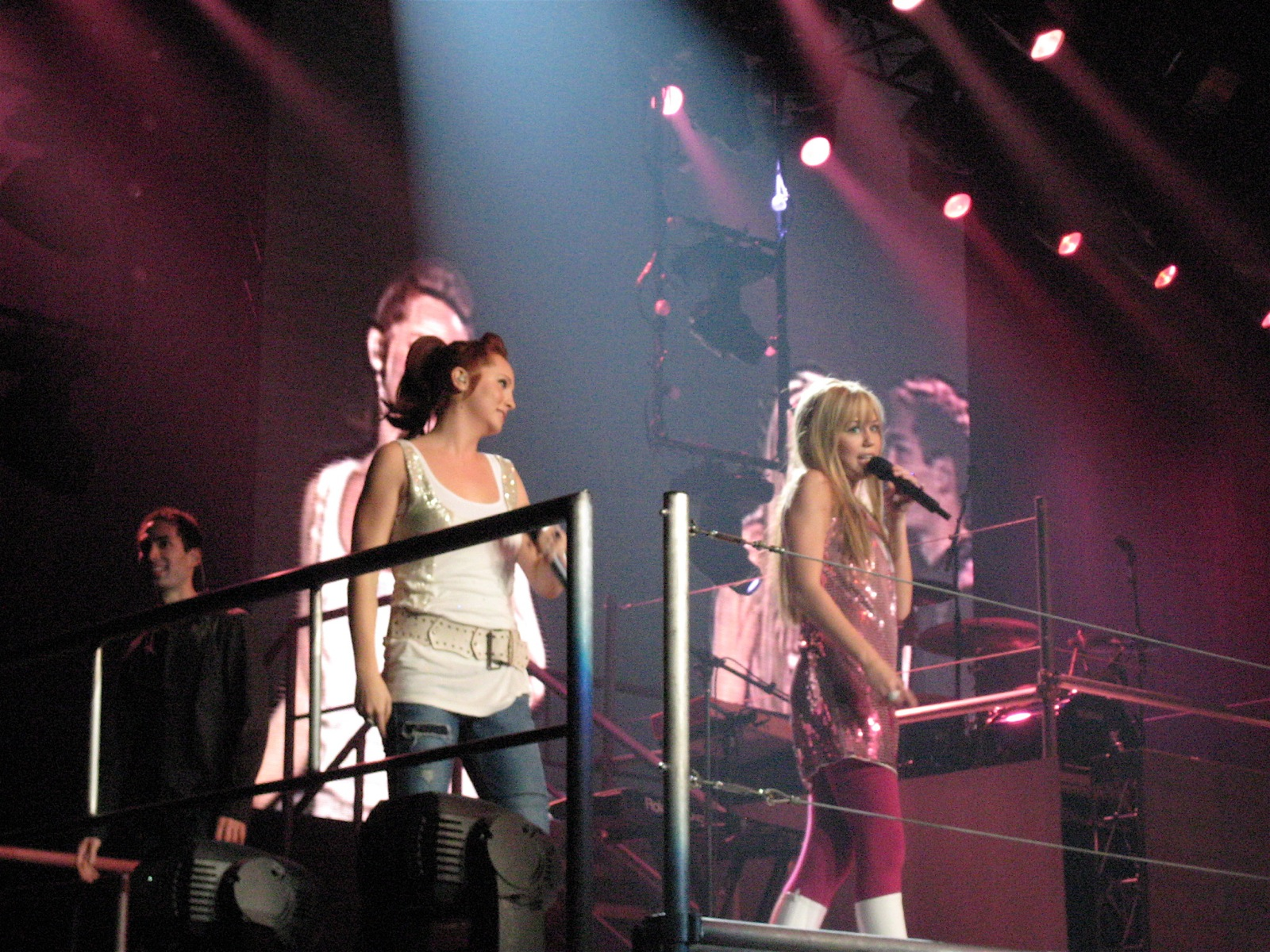
Montana az I Got Nerve előadása közben a Best of Both Worlds Tour egyik állomásán.

A Hannah Montana 2-Disc Special Edition Soundtrack 2007. március 20-án jelent meg. Az alábbiakat tartalmazza:
- Az eredeti album
- Bónusz dal: Nobody’s Perfect a második albumról.
- 4 aláírt fénykép Miley Cyrustól.
- Egy kód a This Is the Life csengőhangként való letöltéséhez.
- Egy DVD a Nobody’s Perfect videóklipjével, illetve színfalak mögötti titkokkal.

## Eladások és albumlistás helyezések

### Album

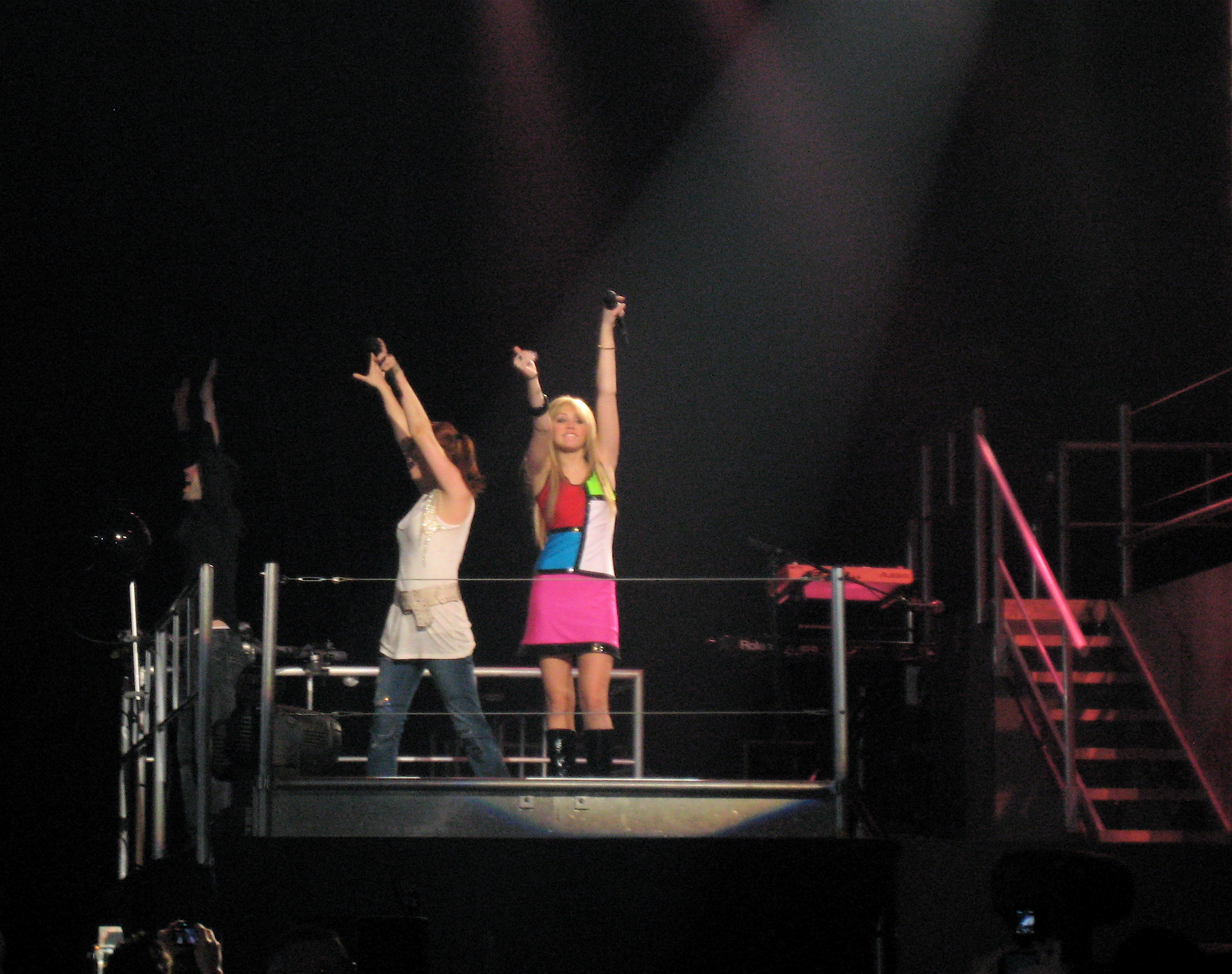
Cyrus a Pumpin Up the Party előadása közben a Best of Both Worlds Tour egyik állomásán.

A 'Billboard 200 albumlista első helyén debütált a lemez, 281 000 eladott példány után, olyan előadókat lehagyva, mint John Legend vagy a My Chemical Romance. A második héten is tartotta ezt a pozíciót. Ez az album volt az első filmzenei korong, mely első helyen debütált.
2008 áprilisáig a top 100-ban maradt a listán. Ausztráliában háromszoros platina, az Egyesült Királyságban arany minősítést ért el.
| Albumlista (2006)          | Legmagasabb helyezés | Eladás    | Minősítések |
| -------------------------- | -------------------- | --------- | ----------- |
| U.S. Billboard 200         | 1                    | 3 700 000 | 3× platina  |
| Mexikói albumlista         | 23                   | 50 000    | Arany       |
| UK Compilations albumlista | 7                    | 100 000   | Arany       |
| Ausztrál ARIA albumlista   | 35                   | 35 000    | Arany       |
| Kanadai albumlista         | 3                    | 50 000    | Arany       |
| Francia albumlista         | 122                  | 10 000    | -           |
| Dán albumlista             | 23                   | -         | -           |
| Norvég albumlista          | 11                   | 15 000    | Arany       |
| Spanyol albumlista         | 14                   | 50 000    | Arany       |
| Ausztrál albumlista        | 14                   | -         | -           |
| Új-zélandi albumlista      | 22                   | 7500      | Arany       |
| Holland albumlista         | 67                   | -         | -           |

### Dalok
| 2006 | This Is the Life        | 89 | 68 | —  |
| 2006 | The Other Side of Me    | 84 | 64 | —  |
| 2006 | I Got Nerve             | 67 | 51 | —  |
| 2006 | If We Were a Movie      | 47 | 38 | —  |
| 2006 | Pumpin’ Up the Party    | 81 | 62 | —  |
| 2006 | Just Like You           | 99 | 79 | —  |
| 2006 | Who Said                | 83 | 63 | —  |
| 2006 | The Best of Both Worlds | 92 | 71 | 43 |

## Az album dalai
|     | Cím                                                         | Szerző(k)                                   | Producer(ek)                   | Hossz |
| --- | ----------------------------------------------------------- | ------------------------------------------- | ------------------------------ | ----- |
| 1.  | The Best of Both Worlds                                     | Matthew Gerrard, Robbie Nevil               | Gerrard, Jay Landers (exec.)   | 2:54  |
| 2.  | Who Said                                                    | Gerrard, Nevil, Landers                     | Gerrard, Landers (exec.)       | 3:14  |
| 3.  | Just Like You                                               | Adam Watts, Andy Dodd                       | Watts, Dodd                    | 3:14  |
| 4.  | Pumpin’ Up the Party                                        | Jamie Houston                               | Houston                        | 3:09  |
| 5.  | If We Were a Movie                                          | Jennie Lurie, Holly Mathis                  | Antonina Armato, Tim James     | 3:03  |
| 6.  | I Got Nerve                                                 | Lurie, Ken Hauptman, Aruna Abrams           | Armato, James                  | 3:06  |
| 7.  | The Other Side of Me                                        | Gerrard, Nevil                              | Gerrard, Landers (exec.)       | 3:07  |
| 8.  | This Is the Life                                            | Lurie, Shari Short                          | Marco Marinangeli              | 2:58  |
| 9.  | Pop Princess (előadó: The Click Five)                       | Ben Romans                                  | Mike Deneen                    | 4:24  |
| 10. | She’s No You (előadó: Jesse McCartney)                      | Gerrard, McCartney, Nevil                   | Gerrard                        | 3:33  |
| 11. | Find Yourself in You (előadó: Everlife)                     | Gerrard, Amber Ross, Julia Ross, Sarah Ross | Gerrard                        | 3:35  |
| 12. | Shining Star (előadó: B5)                                   | Maurice White, Larry Dunn, Philip Bailey    | Andrew Lane, Eddie Galan (co.) | 2:44  |
| 13. | I Learned from You (előadó: Miley Cyrus és Billy Ray Cyrus) | Steve Diamond, Gerrard                      | Gerrard                        | 3:25  |

| 14. | Nobody’s Perfect (Hannah Montana) | Gerrard, Nevil | Gerrard | 3:20 |

### Második lemez (DVD)
| 1. | The Best of Both Worlds | 2:54 |
| 2. | Who Said                | 3:15 |
| 3. | Just Like You           | 3:14 |
| 4. | Pumpin’ Up the Party    | 3:10 |
| 5. | The Other Side of Me    | 3:08 |

| 6. | Nobody’s Perfect (Élő)               | 3:20  |
| 7. | Backstage Secrets                    | 30:00 |
| 8. | Hannah Montana: Pop Star Profile DVD |       |